# 가격 스키밍

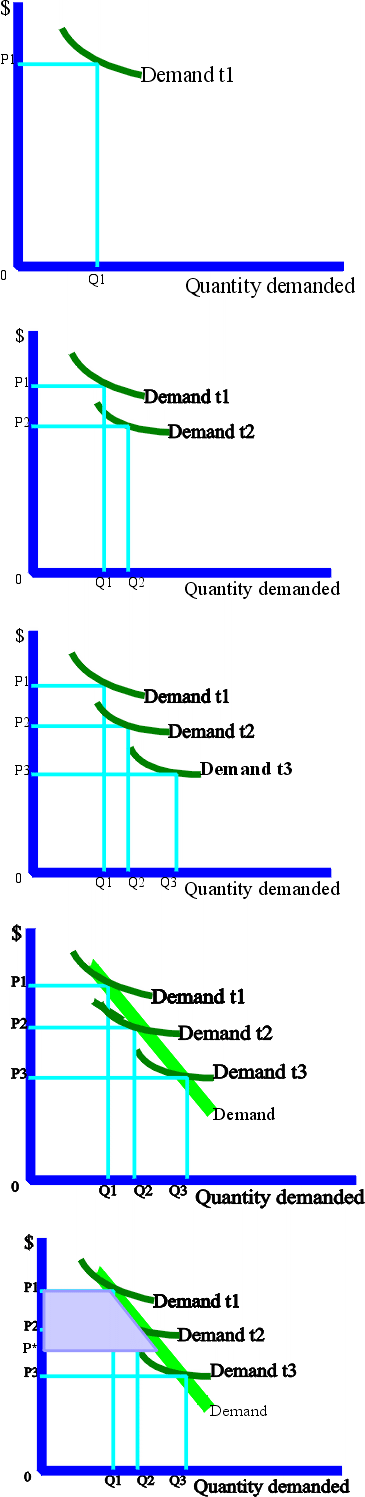
가격 스키밍

가격 스키밍(price skimming), 초기 고가 정책, 가격 채취는 기업이 처음으로 제품이나 서비스를 출시할 때 사용할 수 있는 가격 설정 전략이다. 이러한 가격 스키밍 방법을 따르고 추가 이익을 획득함으로써 기업은 매몰 비용을 더 빨리 회수할 수 있을 뿐만 아니라 새로운 경쟁자가 진입하고 시장 가격을 낮추기 전에 시장에서 더 높은 가격으로 이익을 얻을 수 있다. 새로운 시장과 성장하는 시장의 관리자에게는 가격을 높게 책정했다가 시간이 지남에 따라 낮추는 것이 상대적으로 일반적인 관행이 되었다.
가격 스키밍은 수요 곡선을 타고 내려가는 행위라고도 한다. 가격 스키밍 전략의 목적은 독점적 지위나 혁신가의 낮은 가격 민감도를 이용하기 위해 제품 수명주기 초기에 소비자 잉여를 포착하는 것이다.
가격 스키밍은 마케팅 담당자가 처음에 가장 강한 구매 욕구와 자금을 가진 소비자가 구매할 높은 가격으로 품목을 제안한 다음 해당 수요가 고갈됨에 따라 시장에서 고객이 원하는 다음 단계로 가격을 낮추는 경우에 발생한다. 따라서 스키밍 전략은 시간이 지남에 따라 가격이 낮아지면서 "크림"(cream), 즉 고객 세그먼트의 연속적인 레이어를 스키밍하는 것에서 그 이름을 얻었다.

## 같이 보기
- 약탈 가격
- 가격 결정
- 마케팅
- 미시경제학
- 사업 모형
- 제품 차별화
- 현시선호이론